# جين كوك
جين كوك (بالإنجليزية: Gene Cook)‏ هو لاعب كرة قدم أمريكية وسياسي أمريكي، ولد في 11 يناير 1932 في غرينفيلد في الولايات المتحدة، وتوفي في 14 فبراير 2002 في توليدو في الولايات المتحدة.

## وصلات خارجية
- جين كوك على موقع كلية كرة السلة في سبورتس رفرنس.كوم (الإنجليزية)
- جين كوك على موقع مرجع كرة القدم المحترفة.كوم (الإنجليزية)